# Dia Mundial das Zonas Húmidas

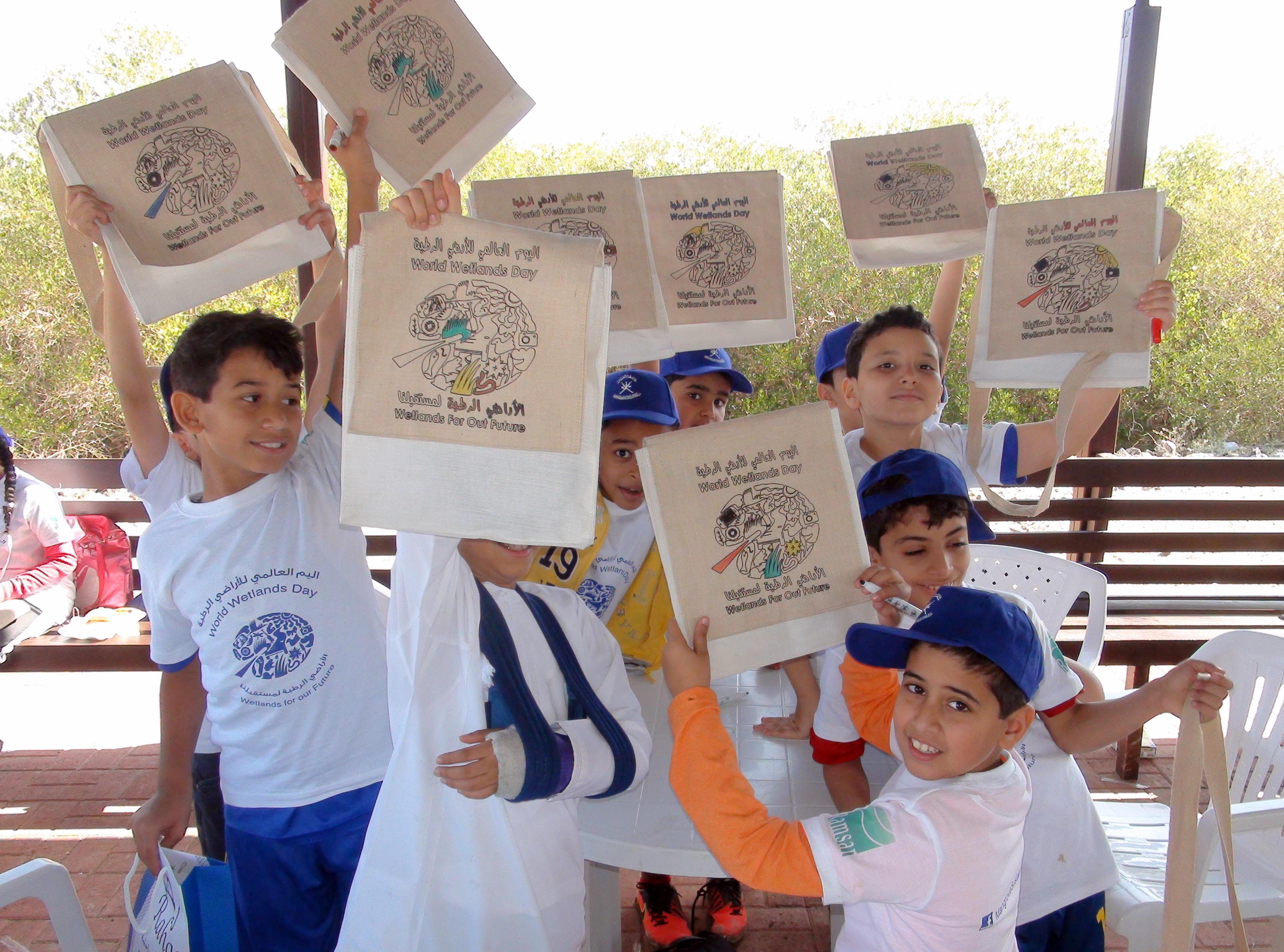
Crianças comemorando o Dia Mundial das Zonas Húmidas

O Dia Mundial das Zonas Húmidas é celebrado a 2 de fevereiro, e decorre da Convenção Ramsar, assinada em 1971 que entrou em vigor desde 1975, visando promover a cooperação internacional e incentivar as acções nacionais no sentido de promover uma gestão racional e sustentável das zonas húmidas.